# Dolina reke Alazani
Dolina reke Alazani (gruzijsko ალაზნის ველი, rusko Алаза́нская доли́на, Алазань-Агричайская равнина, Алазань-Авторанская равнина) je planota v vzhodni Gruziji in zahodnem Azerbajdžanu. Na severu meji na Visoki Kavkaz in na jugu na pogorje Gombori. Planoto prečka istoimenska reka Alazani in reka Arpičaj. Del doline v Gruziji se imenuje tudi Kahetijska planota po gruzijski regiji Kaheti.
Planota je na obeh straneh obrobljena s strmimi pobočji. Hribi so zgrajeni iz materiala, ki so ga prinesle reke . Pokrajina je nastala v pliocenu iz deponiranih usedlin iz okoliških gora.  Planota je ena najbolj rodovitnih v Gruziji in je središče vinogradništva. 
Dolžina doline je okoli 200 – 225 km, širina 20 – 40 km, nadmorska višina med 200 – 450 m.
Večji del te doline je nižinski, pokrivajo jo gozdovi hrasta in jelše, polja, sadovnjaki in vinogradi.
V Gruziji so v dolini med pomembnimi mesti: Cnori, Kvareli in Lagodehi. V Azerbajdžanu pa: Balaken, Kahi in Zakatali.
Zaradi podnebnih sprememb se pričakuje zmanjšanje razpoložljive vode na planoti. Da bi zagotovili nadaljnjo rabo v kmetijstvu, preiskujejo možnosti za ciljno zadrževanje vode in namakanje .